# My Ticket Home
My Ticket Home est un groupe américain de post-hardcore, originaire de Columbus, en Ohio.

## Histoire
Le groupe sort deux EP et trois albums studio. Leurs trois premiers albums illustrent le metalcore et le punk hardcore, tandis que Strangers Only, sorti en 2013, marque un tournant vers un style mêlant à la fois le metalcore et le nu metal, appelé nu metalcore, ainsi que vers le grunge. 

## Discographie

### Albums studio
- 2012 : To Create a Cure (2012) (45e place des Billboard Indie, 12e des Billboard Heatseekers[2]
- 2013 : Strangers Only
- 2017 : UnReal

### EP
- 2009 : Above the Great City
- 2010 : The Opportunity To Be

### Singles
- 2012 : A New Breed
- 2017 : Thrush
- 2017 : Hyperreal
- 2017 : We All Use
- 2017 : Flypaper
- 2018 : "We’re in This Together (reprise de Nine Inch Nails)
- 2018 : Through The Needle’s Eye

### Clips
- 2012 : A New Breed
- 2014 : Hot Soap
- 2014 : Spit Not Chewed
- 2015 : Ayahuasca
- 2017 : Hyperreal
- 2018 : Flypaper
- 2018 : Time Kills Everything